# Metachroma adustum
Metachroma adustum är en skalbaggsart som beskrevs av Christian Wilhelm Ludwig Eduard Suffrian 1866. Metachroma adustum ingår i släktet Metachroma och familjen bladbaggar. Inga underarter finns listade i Catalogue of Life.